# Dilution of Precision

Dilution of Precision

Dilution of Precision (DOP), zu Deutsch etwa Verringerung der Genauigkeit, ist bei Satellitennavigationssystemen ein Maß für die Streubreite der Messwerte. Da DOP von der relativen Position der Satelliten zueinander und zum Beobachter abhängt, spricht man auch von geometric dilution of precision (GDOP).

## Übersicht
Bei Satellitennavigationssystemen werden zur Positionsbestimmung die Entfernungen zu mehreren Satelliten durch Signallaufzeitmessung bestimmt. Die Genauigkeit der Positionsbestimmung ist abhängig von der Position der Satelliten zueinander und zum beobachteten Ort sowie von der Genauigkeit der Zeitmessung beziehungsweise der Laufzeit. Günstige Winkel zwischen einem Satelliten A, dem Standort des Empfängers und einem Satelliten B, sind 90°-Winkel. Sind diese Winkel sehr klein oder um 180°, schneiden sich die Entfernungskreise bzw. -Kugeln unter flachen Winkeln und verringern die Messgenauigkeit. Der Kehrwert der Fläche bzw. des Volumens, das die Einheitsvektoren in Richtung der Satelliten aufspannen, bestimmt die Größe des DOP.
DOP ist für eine gegebene Satellitenkonstellation an einem bestimmten Ort ein Maß, wie gut diese Konstellation zur Messung geeignet ist. Der Wert von eins beschreibt die bestmögliche geometrische Anordnung der Satelliten, ein Wert von ungefähr 6 ist noch gut. DOP-Werte größer als 10 lassen keine Auswertung mehr zu.
Der bestmögliche Wert ist 1,0. Werte kleiner als 1,0 bedeuten, dass die Gleichung überbestimmt ist, d. h., es gibt mehr Gleichungen als Unbekannte.

## Schleifender Schnitt

Großes und kleines DOP bei B bzw. B'

Ähnlich wie beim Rückwärtsschnitt in der Geodäsie spricht man hier von  gefährlichen Orten (gefährlichen Schnittkugeln) zwischen den betroffenen Vermessungspunkten.
In der Abbildung empfangen zwei Empfänger bei B und B' Signale von den Sendern S1 und S2. Bei B' verursacht der Winkel der Richtungsvektoren von 135° in der Ebene ein DOP von 2. Die Ortsunsicherheit (roter Kreis) ist etwas größer als der Ortsfehler durch die Signallaufzeitmessung. Bei B weicht der Winkel nur wenig von 180° ab, DOP ist größer als 10. Je nach Entfernung der Sender erstreckt sich die rote Fehlerellipse über ein Vielfaches der Fläche, die aus der Signalungenauigkeit herrührt.

## DOP-Werte
Man unterscheidet folgende DOP-Werte:
| VDOP | Vertical DOP   | Vertikalrichtung     | 1D          |
| HDOP | Horizontal DOP | Horizontalrichtung   | 2D          |
| PDOP | Positional DOP | Positionsgenauigkeit | 3D          |
| TDOP | Time DOP       | Zeitgenauigkeit      | Zeit        |
| GDOP | Geometric DOP  | Gesamtgenauigkeit    | 3D und Zeit |

DOP-Werte werden von GPS-Empfängern häufig im NMEA-Datensatz GSA in den Feldern 15, 16 und 17 zur Verfügung gestellt.

### GLONASS

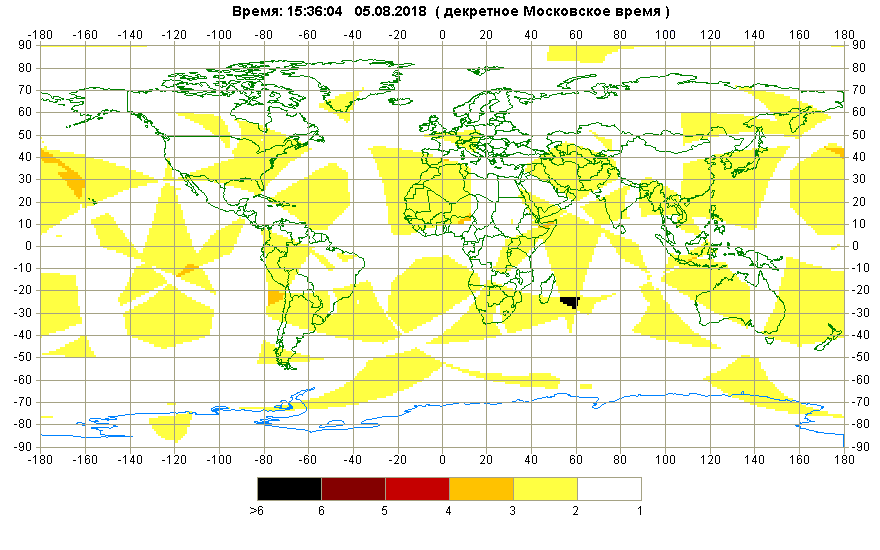
Regionale Verteilung von PDOP bei GLONASS zu einem genau definierten Zeitpunkt (5. August 2018, 15:36:04 Uhr)

## Genauigkeit

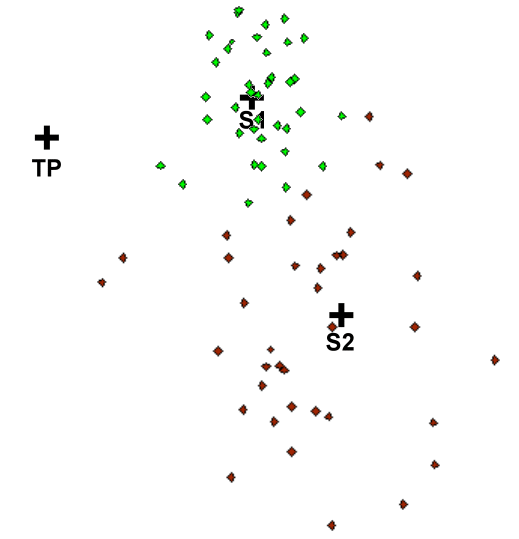
Zusammenhang zwischen wahrer Position (TP) und DOP zweier Satellitenkonstellationen S1 und S2

DOP selbst ist kein Maß für die Genauigkeit der Positionsbestimmung. Stattdessen beeinflusst DOP die Größe der Streuung der Messwerte. Ein großes DOP vergrößert die Streubreite der Messungen. In der Grafik sind zwei experimentell ermittelte Positionen S1 und S2 eingezeichnet. Ein kleines DOP bei S1 verursacht eine geringere Streuung als bei Position S2. Aufgrund systematischer Fehler (beispielsweise Abweichungen in den Satelliten-Ephemeriden) liegen S1 und S2 außerhalb ihrer Fehlergrenzen. Ebenfalls wegen systematischer Fehler (beispielsweise durch Abweichungen bei der Ionosphärenkorrektur) befindet sich auch die wahre Position außerhalb der Messschwankungen. Die Verschiebung zur wahren Position bezeichnet man als Offset. Der Offset und damit die absolute Genauigkeit liegt bei GPS in der Größenordnung von 10 m.